# こころの山脈
『こころの山脈』（こころのやまなみ）は、1966年（昭和41年）の日本映画。福島県安達郡本宮町（現・本宮市）を舞台とした作品である。　主演は山岡久乃。

## 製作背景
エロ・グロなどを描いた太陽族と呼ばれる映画が登場したことで、1956年（昭和31年）頃には本宮町立本宮小学校の教師、良心的映画の上映運動を行っていた母親ら、本宮中央館の館主である坂詰政雄らが協議して、映画教室を授業に組み込んだ運動を展開した。それまでの映画教室は業者任せの側面があったが、良質な作品の選定や運営を能動的に行い、良質な映画を子ども、母親、教師がともに観た上で感想などを語り合う映画教室である。
この運動は後に本宮方式映画教室として知られるが、本宮方式映画教室と命名したのは評論家の神崎清であるとされる。東和映画の川喜多かしこ社長は本宮方式映画教室に賛同し、カンヌ国際映画祭から採算を度外視して優れた映画を輸入するなどした。本宮方式映画教室運動は全国的に話題を呼び、1964年（昭和39年）には河北新報の河北文化賞を受賞した。自分たちで映画教室のための映画を製作する機運が高まったことで、1964年（昭和39年）には映画製作準備委員会が結成された。福島県知事や福島県教育委員会などの協力もあり、吉村公三郎を監督とする映画の製作が決定した。
町ぐるみでの協力体制ができあがり、子役には本宮町立本宮小学校の児童や福島県立本宮高等学校の生徒らが当てられたほか、多数の本宮町民がエキストラとして出演した。1966年（昭和41年）12月26日には本宮中央館で試写会が開催され、木村守江福島県知事も鑑賞して完成を祝った。

## スタッフ
- 監督：吉村公三郎
- 脚本：千葉茂樹
- 製作：本宮方式映画製作の会
- 製作協力：新藤兼人、能登節雄
- 音楽：池野成
- 撮影：杉田安久利
- 照明：柏木豊次郎
- 美術：入野達弥
- 助監督：秋葉嘉男
- 製作主任：高島道吉

## キャスト
- 本間久平：宇野重吉
- 本間秀代：山岡久乃
- 本間正一：福島県立本宮高等学校生徒（2年生）
- 本間道代：本宮町立本宮第一中学校生徒（3年生）
- 本間正二：本宮町立本宮小学校児童（4年生）
- 坂井安子：吉行和子
- 安子の夫：佐藤忠
- 塚田先生：江角英明
- 大沢先生：玉川伊佐男
- 西川校長：殿山泰司
- 小石教頭：増田順司
- 西坂清：本宮町立本宮小学校児童（5年生）
- 西坂貞子：奈良岡朋子
- 西坂省吉：荒井孝一郎
- 弘子の母：田中筆子
- 孝枝の母：町田博子
- 和彦の母：清水美佐子
- 荒井先生：佐々木すみ江
- 三浦先生：大方斐紗子
- 白井先生：津野哲郎
- 先生A：阿部希郎
- 孝枝：本宮町立本宮小学校児童（5年生）
- 弘子：本宮町立本宮小学校児童（4年生）
- 正男：本宮町立本宮小学校児童（5年生）

## 受賞
- 1965年度 第16回ブルーリボン賞 特別賞
- 第5回 日本映画記者会賞
- 1965年度 キネマ旬報ベスト・テン特別賞
- ミリオンパール賞
- 朝日・明るい社会賞